# Храброво (област Добрич)
 За другото българско село вижте Храброво (Област Варна).  
Храброво е село в Североизточна България. То се намира в община Балчик, област Добрич.

## География
Храброво е разположено на северозапад от град Балчик, между селата Одърци, Ляхово и Карвуна.

## История
В местността Отлу бурун, югоизточно от Храброво е съществувало тракийско скално светилище, което се датира от края на късната бронзова епоха. Предполага се, че в светилището е практикуван соларният култ. През последните векове от 1 хилядолетие пр.н.е. религиозно-култовият център в Отлу бурун престава да функционира, но през късноримската епоха в този район и на запад, към днешното село Храброво се развива голямо неукрепено селище.
През османския период и след Освобождението селото носи името Хамзалар. Преименувано е през юни 1942 година.
През 1950 г. в селото функционира всестранна взаимоспомагателна кооперация.
В 1985 година Храброво има 168 жители

## Население
Численост на населението според преброяванията през годините:
| \| Година на преброяване \| Численост \| \| --------------------- \| --------- \| \| 1934 \| 316 \| \| 1946 \| 466 \| \| 1956 \| 413 \| \| 1965 \| 354 \| \| 1975 \| 217 \| \| 1985 \| 168 \| \| 1992 \| 149 \| \| 2001 \| 109 \| \| 2011 \| 76 \| \| 2021 \| 47 \| |           |
| Година на преброяване | Численост |
| 1934 | 316       |
| 1946 | 466       |
| 1956 | 413       |
| 1965 | 354       |
| 1975 | 217       |
| 1985 | 168       |
| 1992 | 149       |
| 2001 | 109       |
| 2011 | 76        |
| 2021 | 47        |

### Етнически състав

#### Преброяване на населението през 2011 г.
Численост и дял на етническите групи според преброяването на населението през 2011 г.:
|                     | Численост | Дял (в %) |
| Общо                | 76        | 100.00    |
| Българи             | 59        | 77.63     |
| Турци               | 14        | 18.42     |
| Цигани              | ?         | ?         |
| Други               | ?         | ?         |
| Не се самоопределят | ?         | ?         |
| Неотговорили        | 2         | 2.63      |

## Личности
- Проф. Панайот Щерев, български аграрен икономист
- Проф. д.и.н. Калю Донев, дългогодишен ректор и настоящ преподавател в Икономически университет-Варна